# وریکونازول
وریکونازول (به انگلیسی: Voriconazole)، که با نام تجاری Vfend و دیگر نام‌ها عرضه می‌شود، یک داروی ضد قارچ است که برای درمان برخی از عفونت‌های قارچیشامل آAspergillosis، کاندیدیاز، کوکسیدیومایکوزیس، هیستوپلاسموزیس،  Penicilliosis  و عفونت‌های Scedosporium یا فیوزاریم استفاده می‌شود. این دارو به صورت خوراکی یا تزریق وریدی تجویز می‌شود.
عوارض جانبی شایع شامل مشکلات بینایی، حالت تهوع، درد شکم، بثورات پوستی، سردرد و دیدن یا شنیدن چیزهای غیر واقعی است. استفاده در دوران بارداری ممکن است به کودک آسیب برساند. این دارو در خانواده داروهای تریازول است و با تأثیر بر متابولیسم قارچ و غشای سلولی قارچ اثر می‌کند.
ووریکونازول در سال ۱۹۹۰ ثبت اختراع شد و در سال ۲۰۰۲ برای استفاده پزشکی در ایالات متحده تأیید شد. این دارو در فهرست داروهای ضروری سازمان بهداشت جهانی، ایمن‌ترین و موثرترین داروهای مورد نیاز در یک سیستم بهداشتی است.